# Ambasadorowie Sabaudii
Księstwo Sabaudii-Piemontu ze stolicą w Turynie stało się w początkach XVIII wieku najsilniejszym państwem w Italii i jedynym, jakie mogło prowadzić niezależna od poza-włoskich czynników i nacików, politykę. Władcy Sabaudii (zwłaszcza Wiktor Amadeusz II) wzmocnili armię i dyplomację, zręcznie lawirując między monarchami, tak jak Królestwo Prus czyniło w Niemczech.
W 1743 roku Sabaudia-Piemont przejęła Sardynię tworząc Królestwo Sardynii, w przyszłości (1859– Risorgimento-Camillo Cavour) miała zaś zjednoczyć całą Italię pod władzą swej dynastii.
Większość sabaudzkich dyplomatów pochodziła z wpływowych rodzin tego kraju: Simeone, Albati, Agapito, Meaglia,  Balbo di Vernone, Manfredi,  Barata i Lanteri.

herb dynastii Sabaudzkiej

flaga dynastii Sabaudzkiej

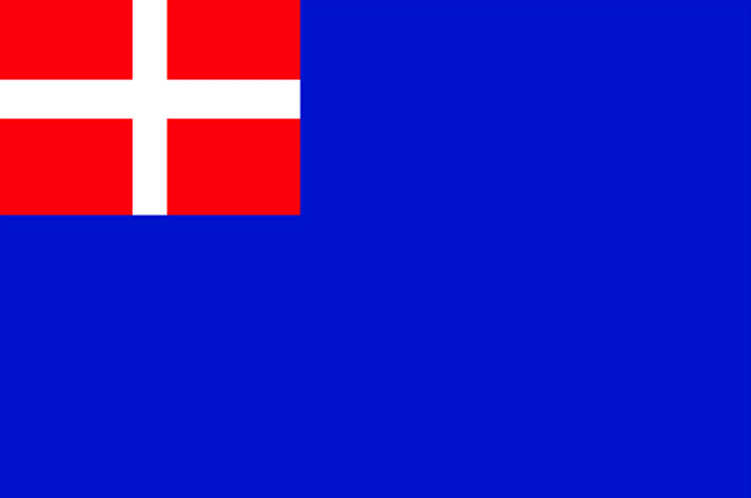
Flaga Królestwa Sardynii w latach 1728-1802. W górnym lewym rogu krzyż sabaudzki

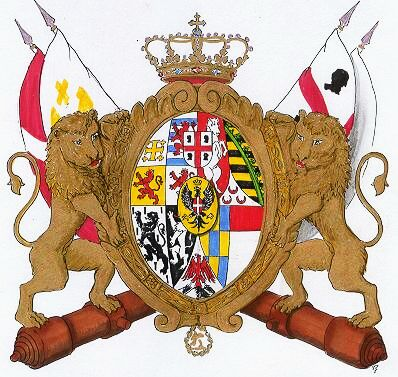
Herb Sardynii z około 1730 roku, mający stać się herbem zjednoczonych Włoch

## Austria
- 1691–1708 Ercole Giuseppe Luigi Turinetti, markiz de Prié
- 1707–1708 Ercole Tommaso Roero
- 1711 Pietro de Mallarede
- 1711–1714 Giuseppe Provana di Pralungo
- 1765?-1769 Lodovico Canale

## Francja
- 1699–1704 Carlo Emanuele Balbo di Vernone
- 1713–1716 Carlo Filippo Perrone di San Martino
- 1716–1719 Giovanni Francesco Entrement de Bellegarde
- 1717–1718 Giuseppe Provana di Pralungo
- 1719–1723 Carlo Emanuele Balbo di Vernone (ponownie - z rangą ambasadora)

## Hiszpania
- 1707–1711 Franceco Giuseppe Wicardel de Triviè
- 1713–1717 Gasparo Maria Morozzo della Rocca
- 1722–1727 Giuseppe Osorio (asystent ambasadora)

## Holandia
- 1703–1713 Ignazio Solaro di Moreta (zm. 1743)
- 1712–1713 Ignazio Solaro di Moreta II raz
- 1711–1713 Filippo Nicola Donaudi

## Szwajcaria
- 1703–1706 Pietro de Mallarede

## Watykan
- 1685–1700 Marcello Gubernatis
- 1710–1711 Marcello Gubernatis II raz

## Wielka Brytania
- 1699–1704 Annibale Maffei
- 1703–1704 hrabia Lecheraine
- 1706–1712 hrabia Lecheraine
- 1711 Ignazio Solaro di Moreta
- 1713–1715 Franceco Giuseppe Wicardel de Triviè
- 1716–1719 Giuseppe Piccone della Perosa
- 1718 Giuseppe Provana di Pralungo
- 1729–1733 Giuseppe Osorio
- Victor Emmanuel Taparelli, markiz d'Azeglio (1816-1890)